# Agathotoma quadriseriata
Agathotoma quadriseriata é uma espécie de gastrópode da família Mangeliidae.